# Den lille vännen
Den lille vännen är en roman av författaren Donna Tartt som publicerades 2002. Romanen var den första romanen av Donna Tartt på tio år sedan debutromanen Den hemliga historien från 1992.

## Handling
Charlotte Cleve skulle under återstoden av sitt liv förebrå sig själv för sin sons död därför att hon hade beslutat att servera morsdagsmiddagen klockan sex på kvällen i stället för mitt på dagen, efter kyrkan, då familjen Cleve i normala fall åt den. 
Så inleds Den lille vännen. Efter Robins död lägger sig en förlamande stämning över släkten. I familjen Cleve talar man nämligen om allt, allt utom Robin. Man höll på att förbereda morsdagsfesten den där ödesdigra dagen för tolv år sedan, Charlotte ropade in barnen men Robin kom inte. Det var grannfrun som upptäckte honom, hängande strypt ute i trädgården på baksidan. 
När det skedde var Harriet nyfödd men nu har hon hunnit bli en kavat tolvåring. Det sargade hemmet sköts av den svarta husan Ida medan mamma Charlotte och mellansystern Allison sömngångaraktigt rör sig mellan sängar och soffa, ovilliga att delta i den vardagliga verkligheten. Harriet får sköta sig själv, på gott och ont. Med bästa kompisen Hely i släptåg bestämmer sig Harriet för att på egen hand undersöka sin storebrors död. 

## Kritik
Boken fick ett svalt mottagande i bland annat Sydsvenskan, som beskrev den som undermålig i jämförelse med Den hemliga historien. Bland annat ansågs karaktärerna vara "statiska" och att spänningsfaktorn inte var integrerad i historien på ett engagerande sätt. Sydsvenskans recensent kritiserade även översättningen av boken för att språket inte försvenskats i tillräcklig utsträckning. 
I internationell press fick boken blandad kritik. Brittiska Guardian beskrev boken som välskriven, men utan samma litterära kvalitet som Den hemliga historien. Recensenten menade dock på att litteraturkritikers förväntningar på boken var exceptionellt höga efter Den hemliga historien. Bland annat upplevde recensenten inte beskrivningarna av USA:s sydstatsmiljöer som övertygande, och att Tartts suggestiva beskrivningar av familjedramat som mer kvalitativt än bokens blodiga och intensiva klimax. 